# جان إيف لودريان
جان إيف لودريان (بالفرنسية: Jean-Yves Le Drian)، من مواليد 30 يونيو 1947 في لوريان (موربيهان) هو سياسي فرنسي. عضو في الحزب الاشتراكي، وهو رئيس بلدية لوريان 1981-1998 ورئيس المجلس الإقليمي لبروتاني 2004-2012.
في سبتمبر 2010، أصبح رئيساً لمؤتمر المناطق البحرية الطرفية من أوروبا. وبعد أن كان في حكومة فرانسوا ميتران بين عامي 1991 و 1992، تم تعيينه وزير الدولة للبحر في حكومة إديت كريسون 16 مايو 2012 ووزير الدفاع في حكومة جان مارك أيرولت واحتفظ بمنصبه في حكومة مانويل فالس . أصبح رئيسا للمجلس الإقليمي لبروتاني في عام 2015. وفي 17 / أيارمايو 2017 عُين وزيراً للخارجية في حكومة إدوار فيليب ، في عهد الرئيس إيمانويل ماكرون.

## روابط خارجية
- جان إيف لودريان على موقع مونزينجر (الألمانية)